# Národně liberální strana (Spojené království, 1931)
Národně liberální strana, do roku 1948 Liberální národní strana, byla britská liberální politická strana vzniklá odštěpením od Liberální strany. Později spolupracovala s Konzervativní stranou, se kterou se v roce 1968 sloučila.

## Historie

### Počátky a národní vláda

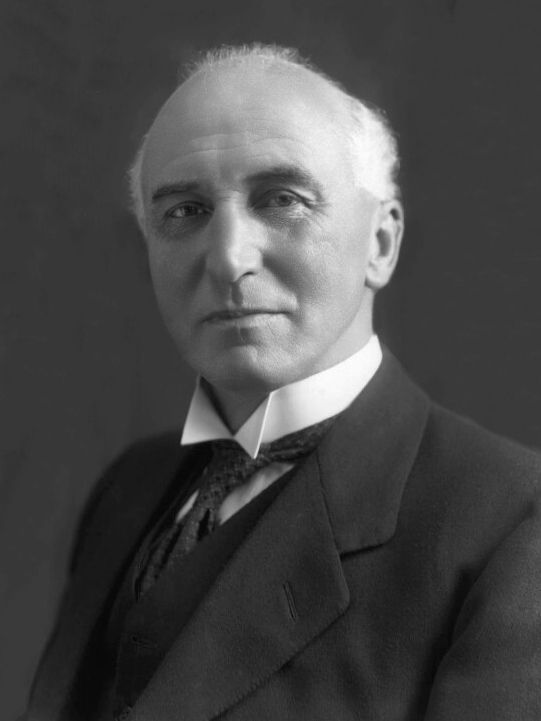
První vůdce strany sir John Simon

Počátky měli národní liberálové ve skupině poslanců Liberální strany vedené sirem Johnem Simonem, kteří nesouhlasili s podporou labouristické vlády po volbách roku 1929. V srpnu 1931 byla v důsledku Velké hospodářské krize vytvořena národní vláda spojující většinu britských politických sil (s výjimkou většiny labouristů). Liberální strana se definitivně rozdělila u otázky ochranných cel; liberálové vedení Simonem byli ochotní se k protekcionismu v krizi uchýlit. To bylo proti duchu většině liberálů vedené Herbertem Samuelem; Simonovi liberálové proto vytvořili Liberální národní stranu, se kterou šli do všeobecných voleb na podzim roku 1931.
Ve volbách získala Liberální národní strana 35 mandátů, o 2 více než Liberální strana (ta také v létě roku 1932 národní vládu opustila). Po ekonomické stránce byl kabinet poměrně úspěšný a ve všeobecných volbách 1935 národní liberálové svou pozici obhájili. Ve třicátých letech se uvažovalo o opětovném sloučení dvou liberálních stran, tyto snahy ale vždy ztroskotaly na otázce podpory národní vlády. Při vzniku válečné koalice všech politických stran roku 1940 byly vládní pozice strany oslabeny; během druhé světové války ji navíc opouštěli poslanci.

### Spolupráce s konzervativci a zánik strany
Po volbách roku 1945 se klub Liberální národní strany ztenčil na 11 křesel a začalo se uvažovat o budoucnosti strany. Nejsilnější byl proud usilující o těsnější pouto s Konzervativní stranou; tehdy již většina politických komentátorů nepozorovala žádné výrazné programové rozdíly mezi těmito stranami. V roce 1947 byla podepsána dohoda mezi konzervativci a národními liberály, vytvářející volební alianci; Liberální národní strana se o rok později přejmenovala na Národně liberální stranu.
Až do svého zániku tedy kandidovali národní liberálové společně s konzervativci. Tato strategie se v padesátých letech zdála úspěšná; zatímco Liberální strana si v tomto období s pouhými 6 mandáty sáhla na dno, počet národně liberálních poslanců se pohyboval kolem 20. Od začátku šedesátých let se ale začalo o smyslu samostatné existence strany vážně pochybovat. Při kabinetní výměně roku 1962 strana ztratila poslední významnější pozice ve vládě a následující volby v letech 1964 a 1966 drasticky zredukovaly její poslanecký klub na 3 poslance. Vzhledem k mizivým ideovým rozdílům se roku 1968 zbytky Národně liberální strany plně sloučily s Konzervativní stranou.

## Významní členové strany
- Sir John Simon, zakladatel strany; mezi lety 1931 a 1945 sloužil ve vysokých vládních funkcích
- Walter Runciman, ve třicátých letech mj. ministr obchodu, vedl diplomatickou misi do Československa v roce 1938
- Leslie Hore-Belisha, v letech 1937-1940 ministr války
- Ernest Brown, druhý vůdce strany, v letech 1935-1940 úspěšný ministr práce
- 6. hrabě z Rosebery, roku 1945 ministr pro Skotsko; syn 5. hraběte z Rosebery, liberálního premiéra v letech 1892-1895.
- Gwilym Lloyd George, syn Davida Lloyd George, v letech 1954-1957 ministr vnitra

## Volební výsledky
| Volby | Hlasy     | Hlasy | Mandáty | Mandáty | Pozice  |
| Volby | Abs.      | %     | Abs.    | ±       | Pozice  |
| ----- | --------- | ----- | ------- | ------- | ------- |
| 1931  | 809 302   | 3.7   | 35/615  | ▲35     | Vláda   |
| 1935  | 784 608   | 3.7   | 33/615  | ▼2      | Vláda   |
| 1945  | 686 652   | 2.9   | 11/640  | ▼22     | Opozice |
| 1950  | 985 343   | 3.4   | 16/625  | ▲5      | Opozice |
| 1951  | 1 058 138 | 3.7   | 19/625  | ▲3      | Vláda   |
| 1955  | 842 113   | 3.1   | 21/630  | ▲2      | Vláda   |
| 1959  | 765 794   | 2.7   | 20/630  | ▼1      | Vláda   |
| 1964  | 326 130   | 1.2   | 6/630   | ▼14     | Opozice |
| 1966  | 149 779   | 0.5   | 3/630   | ▼3      | Opozice |